# 法尼斯·赫里斯托祖卢
法尼斯·赫里斯托祖卢（希臘語：Φάνης Χριστοδούλου，羅馬化：Fanis Christodoulou，1965年5月22日—），出生于希腊雅典，希腊前职业篮球运动员。身高6英尺8英寸(203公分)，司职前锋。
赫里斯托祖卢职业生涯最辉煌的时候都是在帕纳辛奈克斯篮球俱乐部度过的，他是前希腊国家篮球队的主力队员，曾经帮助球队获得过1987年欧洲篮球锦标赛的金牌。通常都认为他有着巨大的篮球天分，是当时欧洲最强的前锋之一，他最初是以控球后卫这个位置出现在欧洲篮坛的。在1987年的时候，NBA的亚特兰大老鹰曾经在NBA选秀中第四轮第90顺位选中过赫里斯托祖卢，但最终赫里斯托祖卢没有出现在NBA的赛场上。

## 名人琐事
1987年亚特兰大老鹰选下赫里斯托祖卢后，他保持了名字拼写之长是NBA历年选秀会上球员姓氏字母最多的纪录，在2003年第34顺位被洛杉矶快船队选中的同为希腊人的大前锋肖特萨尼蒂斯以13个字母（Schortsanitis）追平了这一纪录。